# Partido judicial de Cáceres

Mapa municipal de la provincia de Cáceres con sus partidos judiciales.

El partido judicial de Cáceres es el partido judicial n.º 1 de la provincia de Cáceres y uno de los siete partidos judiciales que forman la provincia de Cáceres. Originalmente y antes de la fusión fue uno de los 13 partidos judiciales tradicionales que formaron inicialmente la provincia, en la región de Extremadura (España), constituida a principios del siglo XIX. Entonces contaba con 10 municipios.
En la actualidad, el partido judicial de Cáceres corresponde al número 1 de la provincia de Cáceres, dentro de la Comunidad Autónoma de Extremadura, con capitalidad en la ciudad de Cáceres

## Geografía
Está situado en el sur de la provincia, lindando al norte con el partido de Gata; al norte con el partido de Garrovillas; al sur con la provincia de Badajoz , al este con los partidos de Trujillo y de Montanchez ; y al oeste con los de Alcántara y de Valencia.
Pertenecen a la comarca de Llanos de Cáceres los siguientes municipios:
| - Aldea del Cano - Arroyo del Puerco | - Cáceres - Casar de Cáceres | - Malpartida de Cáceres - Sierra de Fuentes | - Torre Orgaz - Torrequemada |

Los dos restantes municipios son Aliseda y Puebla de Obando, este último actualmente en la provincia de Badajoz, comarca de Tierra de Mérida - Vegas Bajas.

## Historia
Tenemos como antecedente la Tierra de Cáceres en la Provincia de Trujillo en 1594.

## Situación actual
Actualmente, los municipios que forman parte del partido judicial son:
| - Acehúche - Albalá - Alcántara - Alcuéscar - Aldea del Cano - Aliseda - Almoharín - Arroyo de la Luz - Arroyomolinos - Benquerencia - Botija | - Brozas - Cáceres - Cañaveral - Casar de Cáceres - Casas de Don Antonio - Casas de Millán - Ceclavín - Garrovillas de Alconétar - Hinojal - Malpartida de Cáceres | - Mata de Alcántara - Monroy - Montánchez - Navas del Madroño - Pedroso de Acim - Piedras Albas - Portezuelo - Salvatierra de Santiago - Santiago del Campo - Sierra de Fuentes | - Talaván - Torre de Santa María - Torremocha - Torreorgaz - Torrequemada - Valdefuentes - Valdemorales - Villa del Rey - Zarza de Montánchez - Zarza la Mayor |  |